# The American Scholar (Magazin)
The American Scholar ist ein vierteljährlich erscheinendes Magazin zu den Themenbereichen Politik, Literatur, Wissenschaft, Geschichte und Kultur, das von der Phi Beta Kappa Society seit 1932 veröffentlicht wird. Der Titel des Magazins bezieht sich auf Ralph Waldo Emersons berühmte Rede The American Scholar, die er 1837 vor der Phi Beta Kappa Society am Harvard College vortrug. Es orientiert sich an Emersons Idealen des unabhängigen Denkens, der Selbsterkenntnis und der Hingabe an das Geschehen in der Welt wie an Bücher, Geschichte und Wissenschaft.